# ゲルン・コウン
ゲルン・コウン（モンゴル語: ger-ün kö’ün）とは、モンゴル帝国において宮廷・諸王侯の私有民を指す用語。特定の職掌担当者の呼称ではなく、宮廷や諸王侯に所属し基本的な生産・製造業や技能職に従事する人々の総称であった。史料によっては「自家人」もしくは「私属人」を意味するとも記録されており、支配者層の私的隷属民という性格を有していた。
ゲルン・コウンは「家の子」を意味するモンゴル語であり、テュルク語ではエブ・オグラン（ev oğlan）とも呼ばれた。同時代の漢文史料ではger-ün kö’ünを音訳した怯憐口（qièlián kǒu）、ペルシア語史料ではev oğlanを音訳したیو وغلانان（īv ūghlānān）とそれぞれ表記される。

## 語義
史料上に残る「ゲルン・コウン」についての記録はほとんどが漢文史料上の「怯憐口」であり、「怯憐口」という単語の解釈から「ゲルン・コウン」の語源についての研究は始まった。始めて「怯憐口」という単語について考察したのは箭内亙で、箭内は「怯憐口」はモンゴル語“ger-ün kümün”の音写で、「家の子郎党」を意味する単語であると論じた。箭内説を受けて池内宏は『元朝秘史』中に「家の子達（ger-ün kö’üd）」という用例があることを指摘し、この家のger-ün kö’üdこそが「怯憐口」の語源であると指摘した。白鳥庫吉もまた池内の議論を支持してger-ün kö’üd＝怯憐口説を補強したため、以後一般的に「怯憐口」はger-ün kö’üdを音写したものと考えられるようになった。
一方、『元朝秘史』の翻訳も行った(小林 1938)は音韻学の点から「怯憐口」がger-ün kö’ünの音写とは考えにくいと指摘し、箭内・池内説を批判した。これに対し、岡本敬二は蒙漢合壁碑（同一の内容を漢文とウイグル文モンゴル語の両方で記した碑文）の一つ「張氏先塋碑」で「怯憐口」が“ger-ün köbegüd”に対応することを始めて紹介し、怯憐口＝ger-ün köbegüdであると論じた。ただし、岡本は小林説を踏まえて「怯憐口」はger-ün köbegüdを音写したものとは考えず、むしろテュルク諸語で「妾」を意味するkelinが「怯憐」の語源になったのではないかと推測した。
海老沢哲雄は史料上の「怯憐口」に関する用例を再整理することで改めてger-ün kö’üdと「怯憐口」が同一の存在を指す用語であることを指摘し、また『集史』に見えるīv ūghlānān＞ev oğlanが怯憐口＝ger-ün kö’üdのテュルク語形であると述べた。近年では、宇野伸浩が先行研究を踏まえてger-ün kö’ün＝ev oğlan＝怯憐口であると論じている。

## 機能
モンゴル高原の遊牧国家では古くより有力者の子弟を集めて君主の親衛隊とする伝統があり、7世紀に鮮卑人が建てた北魏にも「左右近侍の職」という親衛隊組織が存在した。12世紀末、モンゴル高原で急速に勢力を拡大したモンゴル部のチンギス・カンは早くからケシクテン=親衛隊の制度を整備し、1206年には1万を定員とする制度として確立された。この親衛隊（ケシクテン）に食料・物資を補給するため組織された集団こそが1千名からなる「ゲルン・コウン」で、この集団はペルシア語で「親衛千人隊（hezāre-ye buzurg）」もしくは「チンギス・カン直属の千戸隊（hazāra-yi khāṣṣ-i Chīnkkīz Khān）」、漢文史料では「御帳前首千戸」 と呼ばれた。この「親衛千人隊」の初代隊長を務めたのがチンギス・カンの養子であるチャガン・ノヤンで、『集史』には彼の職務について以下のように記されている。
ここに記されるように、「君主のオルドに属し、馬・食糧・革紐、その他の物資を供給する」のがゲルン・コウンの基本的な役目であった。 また、『モンゴル秘史』には「オルドの侍女たちを、家の子ら、駱駝飼を、牛飼を、ケブテウルはおさめ、オルドの房車を整えよ」とも記され、ゲルン・コウンはケシクテイの中でも特にケブテウル（宿営兵）の指揮下にあった。
チンギス・カンによる周辺諸国への侵攻が始まるとモンゴル高原には世界各地の財貨・物品が流入したが、その中でもモンゴル支配層が重視したのが手工業技術者たちであった。チンギス・カンの時代、東アジア・中央アジアでモンゴル軍によって征服された地では多くの手工業技術者がモンゴル高原に連れ去られ、皇帝・皇族のオルドに属し物品を生産した。これらの手工業技術者たちもまた、オルドに属す私的隷属民として君主のため物品を生産することから、「ゲルン・コウン」と呼ばれた。更にモンゴル帝国の征服地域が広がると、そこで獲得した手工業技術者必ずしもモンゴル高原に連れ帰ることがなくなり、現地に官人を派遣して管理するようになった。東アジア方面では、このような官を「管領本位下怯憐口随路諸色民匠打捕鷹房都総管府（『元史』巻88）」、「怯憐口諸色人匠提挙司（『元史』巻90）」と呼んでいた。
また、「ゲルン・コウン」は基本的にオルドに属するため、オルドを差配する妃（カトン）に従うことも多かった。そこから転じて、帝室から属国に降嫁する公主がゲルン・コウンを伴い、その属国においてゲルン・コウンが権勢を振るった事例も記録されている。例えば、高麗ではクビライの娘のクトゥルク・ケルミシュ（荘穆王后）が嫁いできた時に伴ってきた「怯憐口（ゲルン・コウン）」の印侯（『高麗史』巻123列伝36）や張舜龍（『高麗史』巻123列伝36）が高麗朝廷で権勢を振るったことが記されている。このような状況を反映して、前述した「張氏先塋碑」では「怯憐口」のみならず「媵人（妃の家臣）」のモンゴル語訳語もger-ün köbegüdとされている。
以上のように、(1)ケシクテイ（親衛隊）の下部組織として物品を供給する集団、(2)君主のために製造を行う手工業技術者、(3)妃（カトン）に使役される者達、が史料上に記録される「ゲルン・コウン」のあり方である。これらは一見全く異なる性格の集団に見えるが、「オルドに属する君主の私的隷属民で、生産・製造業や技能職に従事する」という点で共通点を有している。